# ناحیه تولنا
ناحیهٔ تولنا (به مجاری:  Tolnai járás) یک ناحیه در مجارستان است که در تولنا واقع شده‌است. ناحیهٔ تولنا ۲۰۵٫۲۴ کیلومتر مربع مساحت و ۱۸٬۲۰۳ نفر جمعیت دارد.